# 草原獴
草原獴（学名 Dologale dybowskii），也叫戴氏獴，非洲草原獴，是一种生活在非洲的獴科动物，为草原獴属下的唯一一种。